# Syndrome hémolytique et urémique
 Mise en garde médicale
Le syndrome hémolytique et urémique (SHU), est une microangiopathie thrombotique (parfois surnommé maladie du hamburger car les bactéries généralement en cause se développent mieux sur les viandes saignantes hachées, faisant du hamburger un plat à risque pour cette bactérie) induit par des toxines produites par certaines souches de bactéries (shigatoxines en général).
C'est une affection grave affectant principalement les enfants de bas âge (moins de trois ans). Le diagnostic de la maladie est défini par des critères purement biologiques, c'est-à-dire par des examens sanguins. Ces critères biologiques sont au nombre de trois :
1. l'anémie de type hémolytique, mécanique et acquise, avec présence de schizocytes (supérieure à 2 %), qui est liée à une destruction de globules rouges (hématies) ;
2. une atteinte de la fonction rénale ou insuffisance rénale qui se caractérise sur le plan biologique par une élévation anormale du taux de créatinine sanguine et/ou par une protéinurie et/ou une hématurie ;
3. une thrombopénie de consommation qui est une diminution du taux sanguin de plaquettes.

## Deux types de SHU
Un autre syndrome en est proche et se retrouve plutôt chez l'adulte, le purpura thrombotique thrombocytopénique. Dans ce cas, plus que l'atteinte rénale, c'est l'atteinte neurologique qui est au premier plan.

### Syndrome hémolytique et urémique typique
Il s'agit de la forme clinique la plus fréquente, environ 90 % des cas de SHU. Il est précédé d'une diarrhée, sanglante, entrant dans un tableau de gastro-entérite aigüe, accompagné de fièvre. La mortalité se situe entre 3 et 5 %, liée aux complications de la maladie : cérébrales ou cardiovasculaires. Des séquelles rénales persistent dans certains cas, évoluant vers une insuffisance rénale chronique. Il touche très majoritairement les enfants de moins de trois ans.
Ce syndrome est généralement lié à une infection par des bactéries Escherichia coli productrices de shigatoxines (STEC ou EHEC pour « E. coli entérohémorragiques » ou VTEC pour « Escherichia Coli productrices de vérotoxines »). Il s'agit souvent des sérotypes O157:H7, O26:H11, O103:H2, O145:H28 ou O111:H8. Les Escherichia coli existent naturellement dans notre tube digestif et ne provoquent en général pas de maladie hormis les gastro-entérites infantiles (GEI) et des infections urinaires. Cependant, des cas de syndrome hémolytique et urémique impliquant d'autres bactéries comme les shigelles, ont été décrits. La maladie est alors plus sévère et suivie de complications graves, la mortalité plus importante.

### Syndrome hémolytique et urémique atypique
Plus rare (moins de 10 %), il n'est jamais précédé d'un épisode diarrhéique. Cette forme plus grave conduit souvent vers une insuffisance rénale terminale, nécessitant une greffe de rein. Les récidives sont fréquentes.
Les causes de ce syndrome sont multiples et imparfaitement établies. Elles peuvent être bactériennes (infections à pneumocoque), toxiques ou médicamenteuses. Cependant, des cas, plus rares, ont été décrits après une greffe de moelle osseuse. Des formes héréditaires, impliquant un trouble de l'immunité non spécifique (voie alterne du complément), comme un déficit en facteur H, en facteur I et en facteur MCP du système du complément, ont été décrites et concernent près de 50 % des syndromes atypiques. Exceptionnellement, un cas après une piqûre de scorpion a été signalé dans la littérature médicale.

## Physiopathologie
Dans le syndrome hémolytique et urémique typique, la bactérie impliquée (STEC ou VTEC) est ingérée par le patient qui consomme des aliments ou des boissons contaminés. Une fois dans l'appareil digestif, ces bactéries se multiplient et adhèrent aux cellules qui tapissent le tube digestif, les entérocytes, au niveau du colon (ou gros intestin). Les bactéries envahissent la muqueuse et déclenchent une réaction du système de défense de l'organisme responsable des symptômes. Ainsi, 3 jours après, voire un mois après la contamination, la maladie se manifeste par une simple diarrhée qui devient ensuite sanglante. Une fièvre peut apparaître mais ce n'est pas un signe constant. Dans ce cas, on parle d'une « colite hémorragique ». La diarrhée est présente dans 90 % des cas.
Les bactéries STEC ou VTEC produisent ensuite une toxine (shigatoxine ou vérotoxine) en grande quantité et, par des mécanismes complexes, la transfèrent dans le sang. Cette toxine est véhiculée par le sang par les polynucléaires neutrophiles, un type de globules blancs. Ils dispersent la toxine dans l'organisme qui va s'attaquer aux cellules des parois des vaisseaux (appelées cellules endothéliales). C'est alors que surviennent les symptômes généralisés de la maladie.
En fait le stade de la colite hémorragique est probablement plus lié à l'action de la toxine sur les vaisseaux du tube digestif qu'à un envahissement de la muqueuse. On parle d'ailleurs d’Escherichia coli entérohémorragique et non d’Escherichia coli entéroinvasive.

## Atteinte généralisée
Quel que soit le type, la maladie peut évoluer vers des complications multiviscérales, c'est-à-dire, toucher plusieurs organes à la fois. Les conséquences peuvent être, outre l'atteinte rénale et hématologique, neurologiques (convulsions, coma, obnubilation, trouble de la conscience), cardiaques (myocardite, péricardite), métaboliques (pancréatite, diabète sucré, mais souvent transitoire). Les complications digestives sont propres au syndrome hémolytique et urémique « typique » : perforation colique, prolapsus rectal ou invagination intestinale aigüe.

### Défaut de fonctionnement du rein
Le rein filtre le sang de l'organisme pour en éliminer les déchets et réguler le sel et l'eau. Il est donc très vascularisé et atteint précocement. La toxine atteint les cellules des vaisseaux mais aussi les cellules rénales elles-mêmes. Si le rein cesse brutalement de fonctionner, on parle d'insuffisance rénale aiguë conduisant à l'accumulation de toxines, d'eau et de sel, provoquant des œdèmes, de l'hypertension artérielle, un œdème aigu du poumon. Le rein filtrant mal, la quantité d'urine diminue fortement ou complètement. On parle alors d'oligurie ou d'anurie (oligo-anurie).
Pour évaluer la fonction de filtration du rein on surveille dans le sang la concentration de deux molécules qui sont des déchets du métabolisme — l'urée — ou des muscles — la créatinine. Au-delà d'un certain seuil de concentration, il faut remplacer ce que faisait le rein en dialysant les enfants le temps que la réparation des petits vaisseaux s'effectue.
Dans un petit nombre de cas, il peut y avoir des séquelles avec un rein qui fonctionne mais insuffisamment. On parle d'insuffisance rénale chronique. Elle est irréversible. Dans d'autres cas, il peut apparaître des années plus tard une atteinte plus modérée du rein avec une fuite des protéines (protéinurie) et une hypertension artérielle. Ces complications rénales peuvent apparaître 20 à 30 ans après l'épisode aigu de la maladie. Cela justifie la nécessité d'effectuer une surveillance régulière, et probablement à vie, de la fonction rénale des enfants atteints de ce syndrome.

### Diminution des plaquettes
La destruction des cellules tapissant les parois des vaisseaux déclenche un mécanisme complexe destiné à colmater les brèches par l'intermédiaire des plaquettes. Elle s'agglutinent aux endroits où les cellules des parois ont été détruites. Le nombre de plaquettes dans le sang diminue d'autant. Si leur nombre devient trop faible, elles ne peuvent plus assurer les réparations minimales des petits ou gros vaisseaux. Des phénomènes de saignement sous la peau peuvent survenir sous forme d'hématomes, de purpura. Il faut cependant dire que malgré la baisse importante des plaquettes, les hémorragies sont en fait assez rares dans cette maladie.

### Diminution des globules rouges
L'amas des plaquettes sur la paroi des petits vaisseaux fait que celle-ci n'est plus lisse et les globules rouges emportés dans le flot sanguin en quelque sorte se cognent contre ces aspérités et sont détruits ou déformés. Ils n'ont plus leur forme ronde et sont appelés schizocytes. Cette baisse des globules rouges étant liée à leur destruction et non à un saignement ou un défaut de fabrication des globules rouges, on parle d'anémie hémolytique d'origine mécanique. Cette anémie, si elle est profonde, entraîne un manque d'oxygène pour les organes et nécessite une transfusion sanguine.

### Autres organes
Comme la maladie atteint tous les petits vaisseaux, d'autres organes peuvent être atteints. Ainsi, il peut exister des signes neurologiques (convulsions, des troubles du comportement, un coma, une aphasie, des maux de tête, etc.), des signes d'atteinte du foie, du pancréas, du cœur. En général ces atteintes sont plus rares, et n'apparaissent que dans des formes qualifiées de sévères.

## Prise en charge
Actuellement on ne peut que traiter les dysfonctionnements décrits ci-dessus :
- contrôler l'apport de l'eau et des sels minéraux ;
- dialyser ;
- pratiquer un échange plasmatique.

Le système de défense de l'organisme va détruire progressivement les bactéries mais éliminera lentement la toxine qui aura eu le temps de faire des dégâts importants.
Actuellement, on considère qu'un traitement antibiotique ne sert à rien puisque, quand on diagnostique l'infection, la toxine est déjà produite. Cela risque même de favoriser le SHU, car en détruisant la bactérie on libère encore plus de toxines. Mais les résultats des études sur ce phénomène d'amplification de la maladie sont contradictoires. Les antidiarrhéiques sont également contrindiqués car ils diminuent l'élimination naturelle par les selles de la bactérie et des toxines.
Les antidouleurs « opiacés » (dont Efferalgan codéïne, Topalgic, Codoliprane, Codenfan) peuvent être également néfastes puisqu'il ralentissent le transit et donc l'élimination de la bactérie. Il ne faut pas non plus utiliser d'anti-inflammatoire non stéroïdien (par exemple : l'aspirine ou l'ibuprofène) comme antidouleur ou pour faire baisser la température : ils peuvent aggraver le dysfonctionnement des reins et favoriser les saignements.
L'éculizumab a un intérêt pour certaines formes de la maladie mais constitue un traitement très onéreux.

## Prophylaxie
Les règles d'hygiène alimentaire de base suffisent à diminuer le risque de SHU :
- Bien faire cuire les viandes. Attention aux viandes saignantes, en particulier le steak haché. En effet, si la bactérie est présente à la surface d'un steak normal, lors de la cuisson cette bactérie est détruite rapidement au contact de la poêle chaude. Si la viande est hachée, les bactéries présentes à la surface sont alors réparties dans l'ensemble du steak. Pour détruire la bactérie au centre, un aller et retour sur la poêle ne suffira plus. Il faudra cuire longtemps le steak pour que la température au centre soit suffisante pour détruire la bactérie. Aux États-Unis, la maladie a d'ailleurs été dénommée « maladie du hamburger ».
- Bien se laver les mains avant de manipuler la viande et après contact d'animaux de ferme ou de gens souffrant de l'affection.
- Les aliments devant être mangés crus doivent être conservés séparément des aliments destinés à être cuits, et doivent être soigneusement lavés.
- Les ustensiles de cuisine et les plans de travail doivent être soigneusement lavés.
- Éviter de « boire la tasse » au cours de baignades dans de l'eau où la bactérie est présente.
- Éviter le contact avec les animaux infestés (vaches, veaux, moutons, chèvres, daims…) surtout pour les jeunes enfants.

## Épidémiologie
En France, la surveillance épidémiologique de cette maladie grave est basée sur un réseau de néphropédiatres. La survenue d'un SHU entraîne une déclaration l'InVS. La survenue de plusieurs cas groupés déclenche une enquête automatiquement et une alerte épidémiologique auprès de la Direction générale de la santé, la DDASS et la Direction générale de l'alimentation. Cette maladie fait partie des maladies infectieuses à déclaration obligatoire mais uniquement dans le cadre d'une toxi-infection alimentaire collective.
En octobre 2005, dans le sud-ouest de la France, une quinzaine de personnes (dont une majorité d'enfants) ont été intoxiquées (on notifie chaque année moins de 100 cas). L'origine provenait d'une contamination de la viande hachée surgelée par Escherichia coli O157:H7. Les lots incriminés provenaient d'un abattoir de Maine-et-Loire. La traçabilité a permis de retrouver l'erreur survenue. C'est l'Institut de veille sanitaire (InVS) qui a lancé une enquête épidémiologique devant la survenue rapprochée dans le temps et dans l'espace de deux cas de syndrome hémolytique et urémique. Au total, 18 personnes ont présenté un SHU (pour 69 personnes intoxiquées).
En février 2022, « 26 cas de SHU ou infections graves » ont été répertoriés chez des enfants dans 9 régions de France métropolitaine conduisant à deux décès. Des pizzas surgelées de la gamme Fraîch'Up seraient impliquées dans l'intoxication. Les lignes de production de pizzas de l'usine de Caudry sont fermées pour des manquements aux règles d'hygiène.